# Està passant
Està passant és un informatiu satíric produït per Minoria Absoluta que analitza les claus de l'actualitat, durant 45 minuts, en la franja anterior al Telenotícies vespre a TV3. El programa dedica especial atenció a l'actualitat política, als mitjans de comunicació i les xarxes socials de forma satírica. S'emet en directe de dilluns a dijous i el divendres s'emet un resum dels millors moments de la setmana.
Inicialment, l'equip estava format per Toni Soler, Òscar Andreu i Jair Domínguez amb col·laboracions puntuals d'Elisenda Carod. A la segona temporada, el programa va afegir nous col·laboradors com Marc Giró i Alba Florejachs i a finals d'octubre de 2018 Òscar Andreu va deixar el programa per centrar-se en un nou espai televisiu setmanal (La nit dels Òscars) amb la col·laboració d'Òscar Dalmau. En la tercera temporada Elisenda Carod passa a tenir un paper més principal juntament amb Jair Domínguez, acompanyant a Toni Soler en el plató. Des de finals de 2019, i durant el 2020, el programa ha anat adquirint nous col·laboradors com Lluís Jutglar Calvés (en Peyu) o Magí García Vidal (Modgi), encarregat de donar veu a l'actualitat esportiva, a més de participar també en el guió del programa i obtenir un paper més principal junt amb els presentadors. En l'últim any, Òscar Andreu ha tornat a participar en el plató com a col·laborador tres dies a la setmana.
El dijous 14 de desembre de 2023, el presentador, director i productor del programa Toni Soler, decideix jubilar-se i deixar al carrec del programa a en Jair Domínguez, a l'Óscar Andreu, a la Natza Farré i a en Queco Novell, amic de tota la vida i company de programes. A partir d'aquesta data, cada dia de dilluns a dijous presentaven el programa dos d'aquests aleatòriament mentre que el divendres es fa un resum del que ha donat de si la setmana amb els seus millors moments.

## Audiència
| Temp. | Temp. | Data d'emissió         | Data d'emissió       | Audiència   | Audiència |
| Temp. | Temp. | Inici                  | Fi                   | Espectadors | Quota     |
| ----- | ----- | ---------------------- | -------------------- | ----------- | --------- |
|       | 1     | 13 de setembre de 2017 | 20 de juliol de 2018 |             | 17,7%     |
|       | 2     | 10 de setembre de 2018 | 27 de juny de 2019   | 370.000     | 18,1%     |
|       | 3     | 2 de setembre de 2019  | 26 de juny de 2020   | 403.000     | 19,5%     |
|       | 4     | 7 de setembre de 2020  | 2 de juliol de 2021  | -           | -         |
|       | 5     | 6 de setembre de 2021  | 1 de juliol de 2022  | -           | -         |
|       | 6     | 5 de setembre de 2022  | 30 de juny de 2023   | -           | -         |
|       | 7     | 4 de setembre de 2023  | 28 de juny de 2024   | -           | -         |
|       | 8     | 2 de setembre de 2024  | -                    | -           | -         |

El mes de febrer de 2019, mes en què va començar el judici del procés, va ser el que va marcar les millors xifres, amb un 20,5% de quota de pantalla. El capítol més vist va ser el del 26 de febrer de 2019, amb un percentatge d'un 24,8% i 614.000 espectadors.

## Polèmica
Recentment, ha estat objecte de controvèrsia per una broma realitzada en la seva emissió del 4 d'abril del 2023 que va fer referència a la Verge del Rocío, una figura religiosa venerada per milions de persones.
La broma ha generat reaccions trobades a la societat, amb algunes persones criticant el programa i els seus creadors, incloent-hi la presentadora de televisió Ana Rosa Quintana i el periodista Carlos Herrera. D'altra banda, l'equip d'Està Passant, liderat per Toni Soler, Jair Dominguez i Judit Martín, ha defensat el seu dret a la llibertat d'expressió i ha argumentat que l'humor satíric és una forma de crítica social.
Enmig d'aquesta polèmica, alguns polítics també han expressat la seva opinió, com ara el president de la Junta d'Andalusia, Juanma Moreno, que ha condemnat la broma i ha demanat respecte per les creences religioses de la gent, i la diputada Teresa Rodríguez, la crítica ha anat en el mateix sentit.
En resum, la broma realitzada per "Està Passant" sobre la Mare de Déu del Rocío ha generat una controvèrsia que ha portat a un debat sobre la llibertat d'expressió, el respecte a les creences religioses i els límits de l'humor satíric a la societat actual.